# Brahim Ben Bouilla
Brahim Ben Bouilla (arab. ‏إبراهيم بن بويلا‎; ur. 29 listopada 1959 w Marrakeszu) – marokański kolarz szosowy, uczestnik letnich igrzysk olimpijskich.
Ben Bouilla reprezentował Maroko na letnich igrzyskach olimpijskich podczas igrzysk 1984 w Los Angeles. Wystartował w wyścigu indywidualnym ze startu wspólnego, którego nie ukończył.